# Le Train (entreprise)
Pour les articles homonymes, voir Le Train.
Le Train est une société privée de transport ferroviaire à grande vitesse française, créée en 2020 en Charente et basée à Bordeaux. Dans un contexte d'ouverture à la concurrence du transport ferroviaire en France à partir de décembre 2020, Le Train s'est donné pour objectif de relier les villes du grand ouest desservies par des LGV.
L'entreprise reçoit, en décembre 2022, sa licence d'entreprise ferroviaire.
Son premier projet est la création de deux liaisons ferroviaire directes, entre Bordeaux et Nantes ainsi qu'entre Bordeaux et Rennes, sans passer par Paris. L'objectif de mise en service des premiers trains est fixé à partir de la fin d'année 2027.

## Historique

### Contexte
Dans un contexte d'ouverture à la concurrence de la grande vitesse en France, Tony Bonifaci et Alain Gétraud, respectivement entrepreneurs des travaux publics et ingénieur anciennement à la tête de la direction Grands Projets de la SNCF en Nouvelle-Aquitaine pour l'arrivée de la ligne grande vitesse Sud-Europe Atlantique,,, ont souhaité saisir l'occasion de relier à grande vitesse les villes du grand ouest par trains à grande vitesse sans passer par Paris. La compagnie Le Train est alors créée.

### Services et offre commerciale
En effet, aujourd'hui le moyen le plus rapide (ou le plus simple) en train pour relier l'Aquitaine à la Bretagne ou aux Pays de la Loire, reste de prendre le TGV vers Paris, puis vers sa destination. Alors qu'un train Intercités relie Bordeaux et Nantes en environ 4h15, le même trajet en voiture prend aujourd'hui au minimum 3h30. Le Train prévoit, de faire baisser le temps de parcours à moins de trois heures (2h54 en comptant les arrêts pour un Bordeaux-Nantes), tout en faisant baisser le coût individuel du voyage à entre 45 et 65 euros. Même constat pour les trajets entre Bordeaux et Rennes, avec des trajets dépassant 5h en voiture, et des trajets en train de 4h30 en moyenne, pour lesquels Le Train prévoit de faire baisser le temps de parcours à 3h27, en comptant des arrêts intermédiaires à Tours Centre et Angers. Des temps de parcours permis par des parcours inédits conçus par l'entreprise avec l'appui du gestionnaire du réseau SNCF Réseau.
Le Train se positionne comme une alternative aux services  existants, avec une offre axée sur les liaisons interrégionales dans l'ouest de la France, notamment entre Bordeaux, Nantes et Rennes. L'entreprise met l'accent sur le confort à bord, avec des espaces dédiés aux vélos et objets de loisir, ainsi qu'une grille tarifaire simplifiée et stable. Les trains seront également équipés de Wi-Fi amélioré, de prises USB, et offriront des services adaptés aux voyageurs loisirs comme aux télétravailleurs, avec des prix flexibles mais stables en fonction des moments de la semaine.

### Financement
En 2022, le Crédit Mutuel Arkéa et le Crédit Agricole entrent au capital de la société Le Train, marquant un investissement significatif dans le développement de cet opérateur ferroviaire privé. Ces deux institutions bancaires jouent un rôle central dans les levées de fonds de l'entreprise, soutenant ses ambitions de commercialiser des services de transport à grande vitesse dans l'ouest de la France, en particulier avec des liaisons entre Bordeaux, Nantes et Rennes,.
En 2023, la compagnie réalise une levée de fonds de 8 millions d'euros, afin de recruter son personnel et développer les services liés au transport, notamment une application dédiée et la communication. Ce financement, soutenu par des investisseurs tels que le Crédit Mutuel Arkéa et le Crédit Agricole, permet également à Le Train d'accélérer l'expansion de ses services à grande vitesse.
La même année, Le Train annonce vouloir réaliser une levée de fonds de 350 millions d'euros, visant à financer l'acquisition de nouvelles rames et à soutenir le développement de ses infrastructures ferroviaires. 

## Projets

### Première phase de développement
La compagnie prévoit de réaliser dans un premier temps 2 grandes lignes - Bordeaux-Nantes et Bordeaux-Rennes - ainsi que de services complémentaires de plus courtes distances prolongeant ces 2 lignes principales vers Arcachon, totalisant environ 40 voyages par jour (donc, en moyenne, chacun des dix trains de la compagnie ferait 4 trajets par jour), et les prévisions de fréquentation s'élèvent à 3 millions de voyageurs par an.

### Développement ultérieur
La compagnie ambitionne, si tout se déroule bien et que la rentabilité est au rendez-vous, de développer ses liaisons en France, partout où elle pourra apporter une performance supérieure aux services existants (services directs, réduction des temps de parcours notamment), toujours sans passer par la capitale, voire à l'étranger pour des liaisons internationales ciblées à partir de la France.

#### Services "Intercités"
La compagnie a répondu à l'appel d'offres de l'État pour exploiter les lignes d'équilibre du territoire Nantes-Lyon et Nantes-Bordeaux, le matériel étant fourni par l'État. 
La compagnie n’a toutefois pas été retenue au terme de l’appel d’offres, la ligne restera exploitée par SNCF Voyageurs.

### Services "TER"
Le Train a l'ambition de répondre aux appels d'offres de la région Nouvelle Aquitaine pour l'appel d'offres « Poitou-Charentes ».

## Matériel roulant
En 2020, la compagnie s'était positionnée pour acheter des TGV d'occasion, notamment à la SNCF, afin de lancer au plus vite son offre. Cependant, en l'absence d'accord trouvé avec l'entreprise nationale, la compagnie choisit, après un appel d'offres européen, d'acheter au constructeur espagnol Talgo dix rames AVRIL de dernière génération qui seront aménagées spécialement pour la compagnie. Ces trains permettront de rouler à 320 km/h (vitesse maximum des lignes empruntées). Leur capacité maximale serait de 399 passagers par train. Ce modèle est déjà en cours d'homologation pour la compagnie espagnole Renfe sur le réseau ferroviaire français, ce qui devrait permettre à Le Train de réduire les délais d'accès au réseau avec sa nouvelle flotte[source secondaire souhaitée].
En janvier 2023, Le Train signe donc un partenariat stratégique avec le constructeur ferroviaire Talgo pour l'acquisition d'une flotte de trains à très grande vitesse, basée sur la plateforme Talgo AVRIL. En plus de cette fourniture, le partenariat inclut la maintenance du matériel en France pendant 30 ans, ainsi que la création d'un centre de recherche en Nouvelle-Aquitaine dédié à la mobilité durable. Les trains commandés offriront une capacité de 360 à 400 passagers par rame, tout en intégrant des innovations axées sur le confort des voyageurs, tels que des espaces dédiés aux vélos et des objets volumineux comme des objets de loisir.

## Communication
En septembre 2023, à l'occasion de la semaine européenne des mobilités, la société rencontre de potentiels futurs voyageurs dans les principales gares qui seront desservies par la société.